# 塚本功
塚本 功（つかもといさお、1970年5月21日 - ）は、ネタンダーズ、ピラニアンズ、小島麻由美、SLY MONGOOSEなどで活躍するギタリストでサウンド・クリエイター。ギターソロでのライブ活動も行う。フルアコースティック・ギターのナチュラルトーンを大切にした演奏をする。
セッション+参加バンドはUA、小島麻由美、イノトモ、玲葉奈、SION、ワタナベイビー（ホフディラン）、アポジーズ、ピアニカ前田、入江雅人、中野律記、ソウル365、SIGN、小塚昌隆+植村昌弘+塚本ユニット、クリオラ、アフロブルー、など。1996年の山崎まさよし主演映画『月とキャベツ』には俳優としても出演した。